# Grevensteiner Berge
Die Grevensteiner Berge sind eine naturräumliche Einheit mit der Ordnungsnummer 3362.3 innerhalb des Südsauerländer Berglands (3362). Sie umfassen laut dem Handbuch der naturräumlichen Gliederung Deutschlands den nordöstlichen Randbereich des Lennegebirges zwischen Endorf und dem Hennesee. Der Naturraum befindet sich hauptsächlich auf den Stadtgebieten von Sundern, Eslohe und Meschede. Er ist nach den zentralen Ort Grevenstein im Naturraum benannt.
Die Grevensteiner Berge sind ein 500 bis 600 m hoher Höhenzug, der von der Wenne und weiteren nordwärts fließenden Bächen in 200 m tiefen Engtälern zerschnitten wird. Der schmale Ausläufer der Ebbe-Homert-Schwelle besteht aus steilen Schieferkuppen und kurzen Rücken, die die Eslohe-Reister-Senke von der Hellefelder und  der Mescheder Senke trennt, und fast durchgehend mit Buchen- und Fichtenmischwälden bedeckt sind, aber auch örtlich Heideflächen besitzen. Eine landwirtschaftliche Nutzung findet nur in schmalen Längsmulden und flacheren Hangleisten statt.
Die feinsandigen und kalkführenden Schiefergesteine aus dem Unteren Givetium sind von Mergeln und Flinzen durchsetzt. In dem Naturraum herrscht, dank der Nähe zu den tieferen Senkenräumen, ein fühlbar milderes und trockeneres Klima als sonst auf der Ebbe-Homert-Schwelle vor. Die Mai/Juli-Mitteltemperatur liegt über 13 °C und der Jahresniederschlag bei 1000 mm. Die wenigen Siedlungen im Naturraum neben dem namensgebenden Grevenstein sind Linneperhütte und Osterberge.
Der Naturraum grenzt im Norden an die naturräumliche Einheiten Hellefelder Senken (Ordnungsnummer 335.6) und dem Kaller Hügelland (335.51), sowie im Süden an die Eslohe-Reister-Senke (335.4) und die Meinkenbrachter Ausraummulde (3362.210) innerhalb der Wildewiese-Homert (3362.21).